# Scuola Superiore Meridionale
La Scuola Superiore Meridionale (SSM) è un istituto di istruzione universitaria di alta formazione e ricerca, ad ordinamento speciale, con sede a Napoli. È stata istituita nel 2019 presso l'Università degli Studi di Napoli Federico II.

## Storia
La scuola è stata istituita il 13 novembre 2019 in via sperimentale, con la legge di bilancio del 2019. Dal 2 aprile 2022, con un decreto del Ministero dell'università e della ricerca promulgato il 27 gennaio precedente, la scuola diviene ufficialmente una scuola superiore universitaria in via definitiva.

## Offerta formativa
Propone corsi ordinari da affiancare al normale curriculum universitario svolto presso l'ateneo e dottorati di ricerca. Ha il compito di contribuire al progresso del sistema universitario e promuovere la collaborazione con altre scuole e università italiane e internazionali. Inoltre, si dedica alla ricerca scientifica in diversi campi.
La Scuola Superiore Meridionale è costituita dalle seguenti 10 aree dottorali:
- Archeologia e culture del mediterraneo antico. Ricerca storica, conservazione, fruizione del patrimonio
- Clinical and Translational Oncology
- Cosmology, Space Science & Space Technology
- Genomic and experimental medicine
- Global history and governance
- Law and organizational studies for people with disabilities
- Mathematical and physical sciences for advanced materials and technologies
- Modeling and engineering risk and complexity
- Molecular sciences for earth and space
- Testi, tradizioni e culture del libro. Studi italiani e romanzi

## Strutture
Alcune aule per la didattica e l'aula magna della Scuola Superiore Meridionale, la segreteria e gli uffici del personale amministrativo si trovano in Via Mezzocannone, 4.
Gli allievi risiederanno presso:
- la residenza Marchese Campodisola
- la residenza Monserrato (adiacente a quella di Marchese Campodisola)
- l'Hotel Naples (Corso Umberto I)

La Scuola fornisce agli studenti vitto e alloggio gratuiti presso le proprie residenze, un contributo mensile e l'esenzione dalle tasse universitarie, ad esclusione della tassa regionale che resta a carico dello studente. Per l'ammissione viene bandito ogni anno un concorso pubblico.